# University of Florida Women's Volleyball 2017
Questa voce raccoglie le informazioni riguardanti la University of Florida Women's Volleyball nella stagione 2017.

## Organigramma societario
Area direttiva
- Presidente: Scott Stricklin

Area organizzativa
- Coordinatore: Alesha Busch

Area tecnica
- Allenatore: Mary Wise
- Allenatore associato: Dave Boos, Shannon Wells
- Assistente allenatore volontario: Mike Mann
- Preparatore atletico: Randall Vereb, Matt DeLancey
- Coordinatore video: Chris Nook

## Rosa
| N° | Nome                | Ruolo | Data di nascita  | Nazionalità sportiva | Anno      |
| -- | ------------------- | ----- | ---------------- | -------------------- | --------- |
| 1  | Rhamat Alhassan     | C     | 7 settembre 1996 | Stati Uniti          | Senior    |
| 2  | Darrielle King      | C     | -                | Stati Uniti          | Sophomore |
| 4  | Carli Snyder        | S     | 7 settembre 1996 | Stati Uniti          | Senior    |
| 5  | Rachael Kramer      | C     | 15 marzo 1998    | Stati Uniti          | Sophomore |
| 6  | Caroline Knop       | L     | 25 gennaio 1996  | Stati Uniti          | Senior    |
| 7  | Paige Hammons       | S     | 21 ottobre 1998  | Stati Uniti          | Freshman  |
| 9  | Mia Sokolowski      | S     | -                | Stati Uniti          | Freshman  |
| 10 | Taelor Kellum       | C     | -                | Stati Uniti          | Junior    |
| 11 | Cheyenne Huskey     | P     | -                | Stati Uniti          | Sophomore |
| 12 | Morgyn Greer        | S     | -                | Stati Uniti          | Sophomore |
| 13 | Camille Nieves      | L     | -                | Stati Uniti          | Freshman  |
| 14 | Allie Gregory       | L     | -                | Stati Uniti          | Sophomore |
| 15 | Shainah Joseph      | O     | 15 maggio 1995   | Canada               | Senior    |
| 16 | Macy Phillips       | L     | -                | Stati Uniti          | Freshman  |
| 22 | Allie Monserez      | P     | -                | Stati Uniti          | Junior    |
| 23 | Chanelle Hargreaves | L     | -                | Stati Uniti          | Sophomore |
| 24 | Ann-Lorrayne Bzoch  | L     | -                | Stati Uniti          | Junior    |
| 25 | Lindsey Rogers      | L     | -                | Stati Uniti          | Senior    |

## Mercato
| Acquisti | Acquisti      | Acquisti             | Acquisti   |
| R.       | Nome          | da                   | Modalità   |
| -------- | ------------- | -------------------- | ---------- |
| S        | Paige Hammons | Sacred Heart Academy | definitivo |
| L        | Macy Phillips | Merritt Island HS    | definitivo |

| Cessioni | Cessioni          | Cessioni      | Cessioni   |
| R.       | Nome              | a             | Modalità   |
| -------- | ----------------- | ------------- | ---------- |
| O        | Alexandra Holston | Chemik Police | definitivo |
| L        | Samantha Dubiel   | -             | ritirata   |

## Statistiche

### Statistiche di squadra
| Competizione                            | Punti | In casa | In casa | In casa | In trasferta | In trasferta | In trasferta | Campo neutro | Campo neutro | Campo neutro | Totale | Totale | Totale |
| Competizione                            | Punti | G       | V       | P       | G            | V            | P            | G            | V            | P            | G      | V      | P      |
| --------------------------------------- | ----- | ------- | ------- | ------- | ------------ | ------------ | ------------ | ------------ | ------------ | ------------ | ------ | ------ | ------ |
| Southeastern Conference NCAA Division I | .844  | 19      | 17      | 2       | 11           | 9            | 2            | 2            | 1            | 1            | 32     | 30     | 2      |
| Totale                                  | .844  | 19      | 17      | 2       | 11           | 9            | 2            | 2            | 1            | 1            | 32     | 30     | 2      |

G = partite giocate; V = partite vinte; P = partite perse

### Statistiche dei giocatori
| Giocatrice    | Southeastern Conference NCAA Division I | Southeastern Conference NCAA Division I | Southeastern Conference NCAA Division I | Southeastern Conference NCAA Division I | Southeastern Conference NCAA Division I | Totale | Totale | Totale | Totale | Totale |
| Giocatrice    | P                                       | PT                                      | AV                                      | MV                                      | BV                                      | P      | PT     | AV     | MV     | BV     |
| ------------- | --------------------------------------- | --------------------------------------- | --------------------------------------- | --------------------------------------- | --------------------------------------- | ------ | ------ | ------ | ------ | ------ |
| R. Alhassan   | 32                                      | 425.5                                   | 309                                     | 104.5                                   | 12                                      | 32     | 425.5  | 309    | 104.5  | 12     |
| A. Bzoch      | 0                                       | 0                                       | 0                                       | 0                                       | 0                                       | 0      | 0      | 0      | 0      | 0      |
| M. Greer      | 13                                      | 32.5                                    | 29                                      | 2.5                                     | 1                                       | 13     | 32.5   | 29     | 2.5    | 1      |
| A. Gregory    | 32                                      | 11                                      | 0                                       | 0                                       | 11                                      | 32     | 11     | 0      | 0      | 11     |
| P. Hammons    | 32                                      | 151                                     | 105                                     | 16                                      | 30                                      | 32     | 151    | 105    | 16     | 30     |
| C. Hargreaves | 30                                      | 2                                       | 0                                       | 0                                       | 2                                       | 30     | 2      | 0      | 0      | 2      |
| C. Huskey     | 32                                      | 124                                     | 64                                      | 60                                      | 0                                       | 32     | 124    | 64     | 60     | 0      |
| S. Joseph     | 32                                      | 338                                     | 295                                     | 43                                      | 0                                       | 32     | 338    | 295    | 43     | 0      |
| T. Kellum     | 5                                       | 13                                      | 11                                      | 2                                       | 0                                       | 5      | 13     | 11     | 2      | 0      |
| C. Knop       | 32                                      | 15                                      | 1                                       | 0                                       | 14                                      | 32     | 15     | 1      | 0      | 14     |
| R. Kramer     | 32                                      | 370                                     | 308                                     | 62                                      | 0                                       | 32     | 370    | 308    | 62     | 0      |
| A. Monserez   | 32                                      | 43.5                                    | 11                                      | 8.5                                     | 24                                      | 32     | 43.5   | 11     | 8.5    | 24     |
| C. Nieves     | 0                                       | 0                                       | 0                                       | 0                                       | 0                                       | 0      | 0      | 0      | 0      | 0      |
| M. Phillips   | 2                                       | 0                                       | 0                                       | 0                                       | 0                                       | 2      | 0      | 0      | 0      | 0      |
| L. Rogers     | 5                                       | 1                                       | 0                                       | 0                                       | 1                                       | 5      | 1      | 0      | 0      | 1      |
| C. Snyder     | 32                                      | 483                                     | 395                                     | 31                                      | 57                                      | 32     | 483    | 395    | 31     | 57     |
| M. Sokolowski | 24                                      | 75                                      | 65                                      | 10                                      | 0                                       | 24     | 75     | 65     | 10     | 0      |

P = presenze; PT = punti totali; AV = attacchi vincenti; MV = muri vincenti; BV = battute vincenti

NB: I muri singoli valgono una unità di punto, mentre i muri doppi e tripli valgono mezza unità di punto; anche i giocatori nel ruolo di libero sono impegnati al servizio